# Hyperomyzus sandilandicus
Hyperomyzus sandilandicus är en insektsart. Hyperomyzus sandilandicus ingår i släktet Hyperomyzus och familjen långrörsbladlöss. Inga underarter finns listade i Catalogue of Life.